# Don't Be Cruel
Don't Be Cruel — пісня Отіса Блеквелла, записана Елвісом Преслі 1956 року.
Пісня отримала нагороду Греммі та потрапила до списку 500 найкращих пісень усіх часів за версією журналу Rolling Stone
У 1970 році блюзмен Альберт Кінг записав кавер-версію пісні для свого альбому Blues for Elvis — King Does the King's Things, присвяченому Елвісу Преслі.
|  | Це незавершена стаття про пісню. Ви можете допомогти проєкту, виправивши або дописавши її. |